# صمت

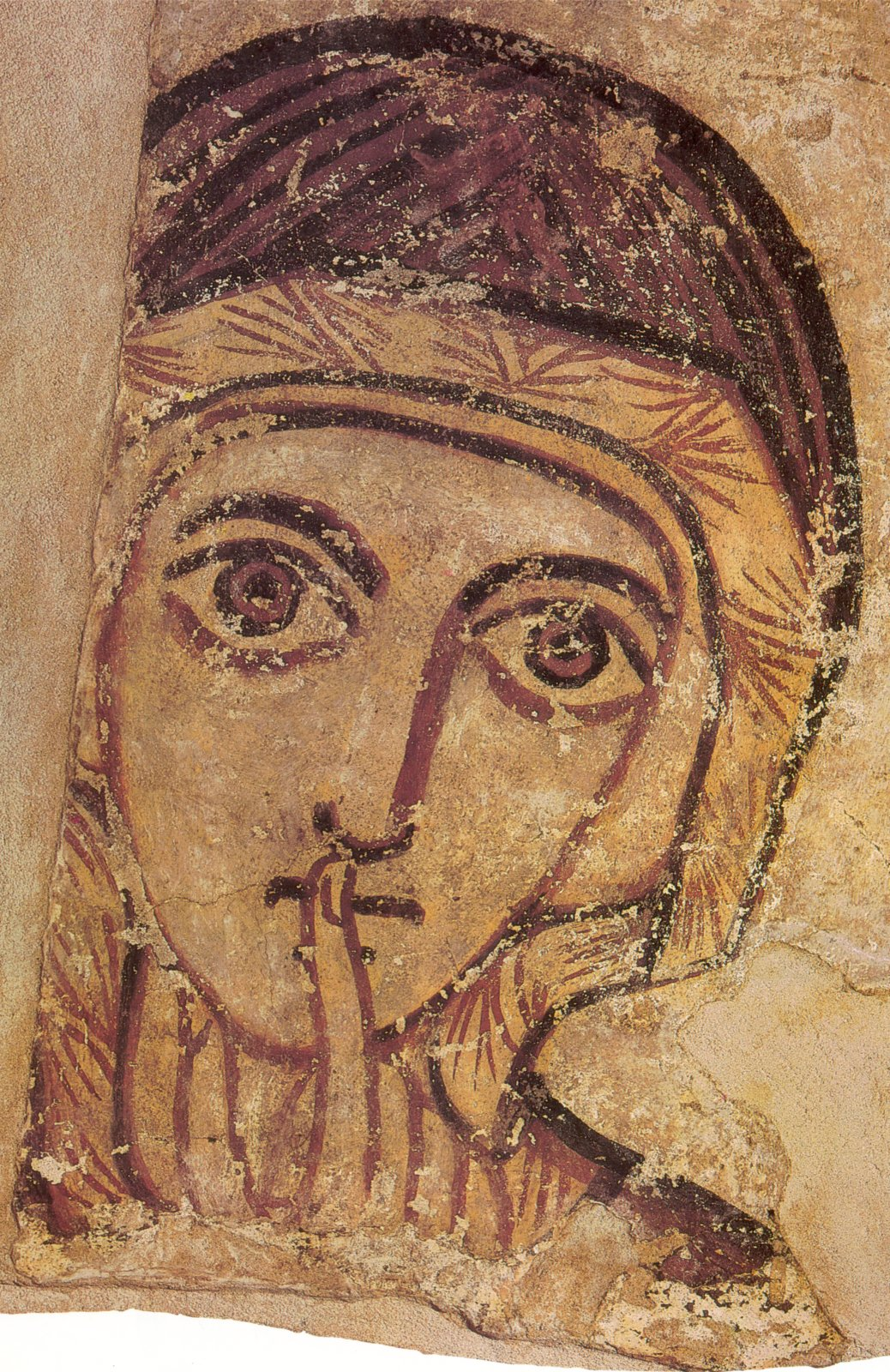

الصمت هو الغياب الكلي أو النسبي للصوت المسموع. تعدّ البيئة بمستوى صوت أقل من 20 ديسيبل صامتة.
الأمثلة الآتية تعطينا فكرة عن مقياس الديسيبل، وهي أمثلة لشدة الصوت في حياتنا اليومية:
- صوت التنفس الطبيعي: 10 ديسيبل
- صوت حفيف الأشجار: 20 ديسيبل
- صوت الإنسان العادي: 30 إلى 60 ديسيبل (وقد سمى العلماء الصمت بالزرقة العميقة بسبب أن اللون الأزرق الغامق لا يمكن تمييزه عن بعد أهو أزرق أم أسود وذلك لأن الإنسان الذي يبقى صامتاً لا يمكن معرفة ما يريده بسهولة إن لم يمكن معرفة ما يريده)

## اقرأ أيضاً
- سينما صامتة
- ديسيبل